# Bionicle: Quest for Mata Nui
Bionicle: Quest for Mata Nui — будущая фанатская ролевая игра в жанре экшен с открытым миром, созданная CrainyCreations и основанная на линейке сборных фигурок Bionicle от Lego Group. Игра представляет собой переосмысление сюжетной линии Bionicle 2001 года. По сюжету, шестеро повелителей стихий, героев-воинов Тоа намереваются освободить остров Мата Нуи и его жителей от тирании злого духа Макуты, подчинившего себе животных Рахи. В апреле 2020 года разработчики разместили в сети первый трейлер Quest for Mata Nui, после чего вышли новые трейлеры, посвящённые игровому процессу и боевой системе. Критики высоко оценили трейлеры, в частности представленные в них детали геймплея и визуальной составляющей игры.

## Игровой процесс и сюжет

Скриншот игрового процесса Bionicle: Masks of Power; Тоа огня Таху исследует вулканический регион Та-Вахи

Bionicle: Quest for Mata Nui — это ролевая игра в жанре экшен с открытым миром, разработанная на движке StarCraft II. В бою протагонисты Тоа используют как обычные, так и стихийные атаки; маски Канохи предоставляют им дополнительные способности, которые игрок может переключать по своему усмотрению. По мере прохождения персонаж собирает новые маски и открывает ранее неиследованные локации; улучшать способности позволяют диски Канока, которые, как и маски, разбросаны по всему миру. Изначально разработчики планировали добавить в игру многопользовательский режим с участием до шести игроков, что соответствует общему количеству играбельных Тоа. Руководитель проекта Crainy сравнил его с многопользовательскими модами на The Elder Scrolls V: Skyrim, где игроки находятся в равном положении при прохождении сюжетной кампании. Тем не менее, 20 мая Crainy объявил через Discord, что эта функция не будет доступна при запуске.
Quest for Mata Nui адаптирует сюжетную линию Bionicle 2001 года, согласно которой шестеро повелителей стихий, героев-воинов Тоа собираются освободить остров Мата Нуи от тирании злого духа Макуты, подчинившего себе животных Рахи.

## Разработка и маркетинг
По словам руководителя проекта Crainy, разработка Bionicle: Quest for Mata Nui началась в марте 2014 года. В интервью TechRaptor Crainy заявил, что с ранних лет был фанатом франшизы Bionicle и всегда мечтал поиграть в ролевую игру по её мотивам. Он создал большую часть игрового контента, однако в некоторых областях, например в 3D-моделировании, ему помогали коллеги. После международного выпуска трейлера к проекту присоединились новые специалисты, которые приняли участие в написании сценария и сочинении музыки. Тони Веджвуд, который озвучивал рекламные ролики Bionicle с 2000 по 2010 год, подтвердил, что будет зачитывать диалоги и озвучивать материалы к игре.
У игры нет конкретной даты релиза; Crainy намерен выпустить её только в том случае, если будет доволен итоговым результатом. Также он подтвердил планы на проведение бета-тестирование. Руководитель проекта заверил фанатов серии, что игра и весь её внутренний контент будут бесплатными.
Первый трейлер к игре вышел в апреле 2020 года. В дальнейшем разработчики разместили в сети новые ролики, раскрывающие детали боевой системы и игрового процесса. В сентябре Lego Games подтвердила через сеть Lego Ambassador Network, что Crainy проводил переговоры со студией на предмет одобрения разработки игры. В том же месяце Crainy рассказал в интервью с Vice, что ранее встречался с представителями Lego, ознакомившими его с некоторыми «правилами и указаниями», соблюдение которых обезопасит его от судебного разбирательства; в частности LEGO акцентировала внимание на том, что фанаты не могут выпускать игру с целью получения прибыли. В конце интервью Crainy заявил: «Я уверен, что смогу закончить игру в соответствии со своим видением».

## Восприятие
Уэс Фенлон из PC Gamer назвал Quest for Mata Nui «невероятно амбициозным фанатским проектом, который может никогда не увидеть свет». Рецензенту понравились боевая система, окружающая среда и наличие побочных квестов в целом. Также он обратил внимание на «многие моменты, которых не достаёт законченной игре даже после шести лет разработки», но, в то же время, похвалил её как «впечатляющий фанатский проект», у которого есть хорошие шансы на завершение. В своей рецензии для VideoGamer.com Имоджен Донован назвала игру «великолепной» и высоко оценила её кат-сцены; по её словам, по качеству они превзошли вышедшие на видео  анимационные фильмы по мотивам франшизы. Также Донован поставила её в один ряд с официальными играми с открытым миром, а боевую систему сравнила с Dark Souls (2011). Дейл Башир из IGN резюмировал: «проект построен на любви её разработчиков, команда из десяти человек с большим трепетом отнеслась к исходному материалу»; кроме того, он был рад увидеть таких второстепенных персонажей, как Джаллер и Такуа. Максимилиан Каньяр из Jeuxactu остался в восторге от трейлера и выразил надежду, что Lego официально лицензирует и профинансирует игру. Пшемыслав Вантухович из Eurogamer Poland проникся амбициозностью разработчиков, а к числу сильных сторон Quest for Mata Nui отнёс динамичные поединки. Рецензент Vice Патрик Клепек отметил, что благодаря своей визуальной составляющей игра выглядит как официальный продукт Lego.
Фабиано Усленги из GameStar испытал чувство ностальгии после просмотра трейлера, однако выразил сомнение, что Lego позволит разработчикам завершить игру. Это мнение разделил Юэн Мур из LADBible, однако заключил, что из-за стагнации во франшизе Bionicle у Lego не будет причин так поступить. По мнению Фенлона, разработке игры ничего не угрожает, так как Lego не удалила другие фанатские игры Bionicle, такие как Lego Bionicle: The Legend of Mata Nui Rebuilt или фанатские серверы для Lego Universe (2010).